# Каратинська мова
Каратинська мова (самоназва КІкІирлІи мацІцІи) — мова каратинців. За даними перепису населення РФ 2002 р. каратинською мовою володіли 6574 осіб в Ботліхському та Ахвахському районі Дагестану.
Мова ділиться на 2 діалекти: власне каратинський (говори за назвами поселень: каратинський, анчіхський, арчойський, маштадинський, рачабадлинський, рацітлінський, чабакоройський, суих, нижньоінхелойський) та тукітинський (село Тукіта).
Найближчою до каратинської є ахвахська мова. В граматиці характерна відсутність афективу, протиставлення еллативу та транслативу в відмінковій системі, наявність суфікса -хІуб, що виражає ступінь якості. Вокалічна система включає 11 голосних звуків: а, о, у, і, е, аь, та носові а, о, у, і, е. Приголосних звуків — 45.
Іменник має 3 класи:
- Іменники чоловічого роду (ваша — син, вацци — брат, гьеква — чоловік). Показники класу: афікс в- (як англійське w) в однині та б- в множині.
- Іменники жіночого роду (йаше — дочка, йацци — сестра). Показники класу: афікс й- в однині та б- в множині.
- Звірі, предмети, явища (гІама — віслюк, борццІо — місяць, миса — хата), показник класу афікс б- в однині та р- в множині.

Займенники теж утворюються з допомогою показників класу. Наприклад ди — мій та ишши — наш: в однині буде «див, дий, диб» (мій, моя, моє), «ишшив, ишший, ишшиб» (наш, наша, наше); в множині буде «дибай, дибай, дирай» (мої), «ишшибай, ишшибай, ишширай» (наші).
Множина утворюється за допомогою суфіксів:
| Суфікс             | Однина           | Множина             |
| ------------------ | ---------------- | ------------------- |
| -иби, -аби         | раттІе (кістка)  | раттІиби (кістки)   |
| -иби, -аби         | матІу (люстерко) | матІаби (люстерка)  |
| -ди, -ади, -иди    | кІаркІан (яйце)  | кІаркІанди (яйця)   |
| -й, -ай, -ий       | релъа (ніч)      | релъай (ночі)       |
| -й, -ай, -ий       | гьаркІа (око)    | гьаркІай (очі)      |
| -й, -ай, -ий       | зине (корова)    | зинай (корови)      |
| -й, -ай, -ий       | йаше (донька)    | йаший (доньки)      |
| -бди, -абди, -ибди | гьадоъа (голова) | гьадоъабди (голови) |

В 1998 році був розроблений алфавіт для мови, але він практично не використовується, бо каратинська мова є усною мовою спілкування в сім'ї чи з друзями (сусідами і т. д.). Більшість каратинців володіє аварською, а дехто  російською мовою.
| А а   | Б б   | В в     | Г г     | ГІ гІ   | Гь гь | Гъ гъ   | Д д   |
| Е е   | Ё ё   | Ж ж     | З з     | ЖІ жІ   | З з   | И и     | Й й   |
| К к   | КІ кІ | КІІ кІІ | Кь кь   | КьІ кьІ | Къ къ | Л л     | ЛІ лІ |
| Лъ лъ | М м   | Н н     | О о     | П п     | пІ    | пъ      | Р р   |
| С с   | Т т   | ТІ тІ   | У у     | Ф ф     | Х х   | XI хІ   | Хь хь |
| Хъ хъ | Ц ц   | ЦІ цІ   | ЦІІ цІІ | Ч ч     | ЧІ чІ | ЧІІ чІІ | Ш ш   |
| Щ щ   | ъ     | Ы ы     | ь       | Э э     | Ю ю   | Я я     |       |

Приклади каратинських слів:
| Каратинська | Переклад       |
| ----------- | -------------- |
| иля         | мати           |
| вацци       | брат           |
| йацци       | сестра         |
| ваша        | хлопчик/син    |
| яше         | дівчинка/дочка |
| миса        | хата           |
| багІа       | лице           |
| гьантІикІа  | вухо           |
| мигІар      | ніс            |
| цІекІа      | нога           |
| мугъул      | спина          |
| гьинцІІу    | двері          |
| гьинцІІе    | подвір'я       |
| гьаркІа     | око            |
| иссо        | кіт            |
| къоло       | картопля       |
| жІванжІва   | білка          |
| милъе       | сонце          |
| саре        | лисиця         |
| шарбал      | штани          |